# Un pour tous, tous pour Wiggum
Un pour tous, tous pour Wiggum (E Pluribus Wiggum) est le 10e épisode de la saison 19 de la série télévisée d'animation Les Simpson.

## Synopsis
Avant de se mettre au régime, Homer détruit accidentellement le boulevard aux fast-food. Tout le monde se réunit pour en parler et porter un témoignage à l'hôtel de ville où Homer propose de reconstruire tout le boulevard. Le maire Quimby annonce alors que la reconstruction aura lieu lors des prochaines élections, mais celles-ci ayant lieu en juin, il décide alors de les avancer à mardi.
Springfield devient alors la première ville de la nation à accueillir le début des élections primaires à la présidence des États-Unis et les médias et les politiciens envahissent la ville ce qui n'est pas le goût des habitants. Pour les avoir, Homer propose un plan aux habitants. Les élections ont lieu, et lors du résultat, Ralph Wiggum est élu pour être candidat aux élections présidentielles conformément au plan d'Homer. Mais l'annonce produit l'effet d'une bombe.